# Remoção indígena

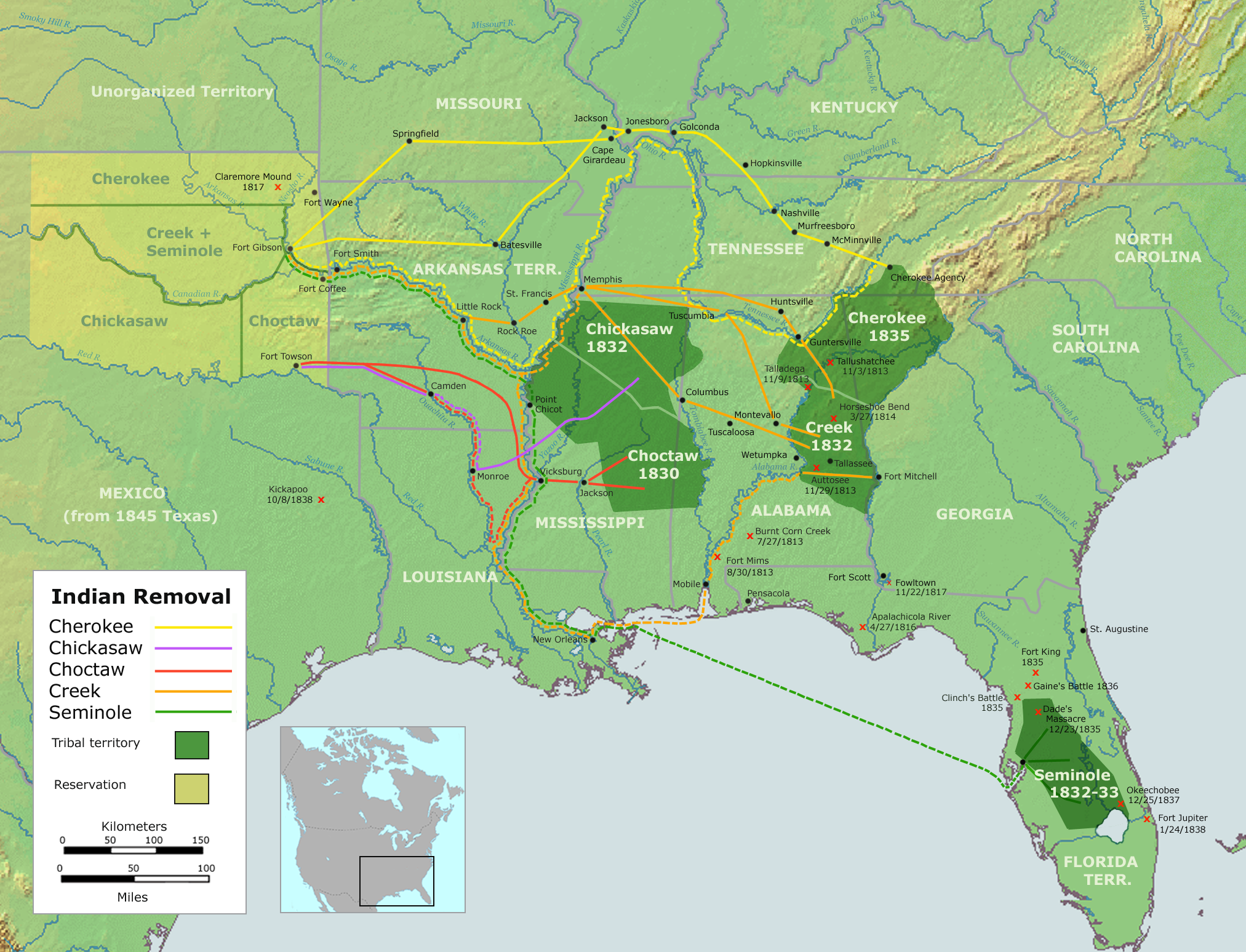
Mapa das remoções indígenas.

A Remoção indígena foi a política do governo dos Estados Unidos de realocar as tribos indígenas situadas a leste do rio Mississippi para a área a oeste do rio. Essa política foi executada no século XIX, e levou à formação do Território Indígena, atual estado de Oklahoma, para abrigar as tribos removidas.
A remoção indígena foi defendida pelo presidente Andrew Jackson e pelo Partido Democrata. Essa política realocou cerca de 60.000 indígenas das "Cinco tribos civilizadas" e formou a chamada Trilha das Lágrimas.